# Fennomani
Fennomani – ruch kulturalny i polityczny w autonomicznej Finlandii wchodzącej w skład Imperium Rosyjskiego. Został zapoczątkowany ok. 1830, a w drugiej połowie XIX wieku przybrał formę narodowego stronnictwa politycznego. Głównym inicjatorem i przywódcą ruchu był Johan Wilhelm Snellman.
Wczesne działania fennomanów obejmowały założenie w 1830 Towarzystwa Sobotniego i Fińskiego Towarzystwa Literackiego w 1831. Fennomani dążyli do upowszechnienia literackiego języka fińskiego i równouprawnienia go z językiem szwedzkim w administracji, szkolnictwie i sądownictwie. Po założeniu Fińskiego Towarzystwa Literackiego publikowali prace literackie i naukowe po fińsku (m.in. Elias Lönnrot w 1835 opublikował Kalevalę), udało im się uzyskać wprowadzenie fińskiego do szkół i stopniowo (akty z 1863, 1886 i 1903) do urzędów; w 1863 car Aleksander II Romanow ogłosił fiński językiem narodowym Finlandii. Fennomani opowiadali się też za wzmocnieniem roli fińskiego parlamentu. Program polityczny fennomanów napotykał opór rosyjskich władz, a językowy - przeciwdziałanie orędowników dominacji języka szwedzkiego (swekomanów). Gdy pod koniec XIX w. władze carskie z generałem-gubernatorem Finlandii Nikołajem Bobrikowem prowadziły politykę rusyfikacji Finlandii i zaczęły ograniczać autonomię Finlandii, w ruchu fennomanów nastąpił podział na skłonnych do ograniczonych ustępstw starofinów na czele z Yrjö Sakarim Yrjö-Koskinenem i Johanem Richardem Danielsonem-Kalmarim, oraz młodofinów, broniących nienaruszalności autonomii (tzw. stronnictwo konstytucyjne). Po uzyskaniu niepodległości przez Finlandię, w 1918 starofinowie utworzyli konserwatywną Koalicję Narodową, a młodofinowie - liberalną Narodową Partię Postępową.